# 坝治瓜馥木
坝治瓜馥木（学名：Fissistigma globosum）为番荔枝科瓜馥木属的植物，为中国的特有植物。分布于中国大陆的云南等地，生长于海拔200米的地区，多生在山地林中，目前尚未由人工引种栽培。